# 北小島 (沖縄県石垣市大正島付近)
北小島（きたこじま）は、尖閣諸島の大正島の北にある無人島である。日本が実効支配し、中華人民共和国及び中華民国も領有権を主張している。日本の行政区分では沖縄県石垣市に属する。

## 概要
日本の排他的経済水域（EEZ）の基点となる島である。EEZの基点となるにもかかわらず名称が不明であったが、2012年1月16日、日本政府は本島を含む39のEEZの基点となる無名の無人島について、沖縄の地元自治体などに呼称を照会した上で、同年3月末までに命名する方針を示した。
同年1月30日には、そのうち本島の名称が北小島に内定したと報じられ、3月2日には内定通りに名称が決定したことが発表された。また、本島と同時に、久場島付近の3島も北小島、北東小島、北西小島と命名された。電子国土ポータルにおいては決定した名称が記載されており、紙ベースの地図については版の更新に合わせて順次名称を掲載していく予定。
なお、日本政府は本島を国有地である大正島の一部であると位置付けていたが、命名にともなって2012年3月23日に本島を国有財産台帳に記載し、国有地であることを明示している。
なお、尖閣諸島には、すでに他に同諸島の主島である魚釣島付近に北小島という無人島があり、今回の命名により、同諸島内には計3つの北小島が存在することになる。魚釣島から見て、魚釣島付近の北小島は東南東約3キロメートル、久場島付近の北小島は北東約30キロメートル、大正島付近の北小島（本項の北小島）は東北東約110キロメートルにそれぞれ位置する。
さらに、今回の命名では、石川県輪島市舳倉島付近の島、沖縄県久米島町硫黄鳥島付近の島も北小島と命名される予定とされたが、地元自治体への確認の結果、舳倉島付近の島については小瀬と命名された。
本島を含む尖閣諸島は、日本が実効支配しているが、中華人民共和国及び中華民国も領有権を主張している。中国では、赤背北岛と呼ばれる。